# 최영욱
최영욱(崔泳旭, 1891년 ~ 1950년)은 일제강점기와 대한민국의 의사 겸 대한민국의 정치인이자 언론인이다. 또한 최영욱은 1945년 9월 2일 미군정 주둔 후 최초의 전라남도 부지사였으며, 1946년에는 전라남도지사를 역임하였다. 1950년 6.25 전쟁 중 조선인민군에 체포되어 광주형무소에 투옥됐다가 학살당했다.
또한 목사 최흥종은 그의 이복 형이고, 독립운동가이며 대한민국 임시정부 부주석 김규식은 그의 처형 김순애의 남편이다. 음악가 정율성과도 외삼촌이 된다. 본관은 탐진(耽津)이며, 전라남도 광주광역시에서 출생하였다.

## 생애
전라남도 광주(光州)에서 최학신(崔學新)과 공(孔)씨의 아들로 태어났다. 1912년 세브란스 의학전문학교를 졸업하였다. 1913년 미국으로 유학을 갔으며대학 졸업 이후 다시 캐나다로 건너가 토론토 대학에 입학, 수학하였다. 목사이자 전국의 나병환자들의 아버지라고 불리던 최흥종(평양신학원 졸업)은 10년 연상의 이복 형이었다.
귀국 후 여러 병원의 고용의사를 거쳐 광주 제중병원장을 지냈다. 이후 광주부 서석동에 서석병원(瑞石病院)을 개원하였다.
1945년 광복 후에 미군정이 주둔하자 미군정에 반감을 품은 주민들을 잘 설득하여 유혈사태가 번지는 것을 막았다. 9월 2일 그는 미군정의 신임을 얻어 초대 전라남도부지사에 임명되었다. 당시 전라남도청 내에서 영어에 유창한 몇 안되는 사람이었던 그는 미군과 한국인, 일본인 사이의 통역을 담당하였다. 그는 즉시 지방의 지인들 중 일꾼이 될 만한 이들을 전라남도 미군정에 추천하였다.
군정 초기 미국에서 교육을 받은 그의 도움은 유익한 것이었다. 결국 그는 군정 부지사로 임명되었다. 군정 당국은 인민 위원회를 참을성 있게 조종함으로써 활동적인 그들을 장악할 수 있었다. 이어 형 최흥종과 처 김필례 (미국 컬럼비아 대학 석사)가 전라남도 도청 고문관과 통역관으로 임명되었다.
1945년 9월 2일부로 도지사직을 사퇴했던 전임 도지사 야기 노부오(八木信雄)와 일본 패전 직전 전남도청 재무국장인 임문석(林文碩)의 강력 추천으로 그는 도지사 대리에 임명되었다. 10월 27일 그는 제주도를 포함한 도내 일원에 군정실시를 선포하고 전라남도 경찰협회에서 운영하던 소록도와 애양원의 운영권을 인수하고 후에 윌슨 의사(형 최흥종에게 기독교를 전파했던 광주지역 선교사)에게 모든 업무를 위임하는 것을 적극 후원하였다.
1946년에는 한국인 부처장을 임명할 때 전라남도지사에 임명되었다. 전남지사에서 물러난 뒤 다시 서석병원을 운영하였으며, 1947년에는 호남신문사장으로 언론 활동에 투신하였다. 1950년 4월 광주에서 제2대 국회의원 후보자로 출마하였으나 낙선했다. 6‧25 전쟁 도중 1950년 7월 북한 인민군에 의해 체포, 투옥되었다가 사망하였다. 그의 부인 김필례(金弼禮)는 이후 육영사업으로 일생을 보냈다.

## 가족 관계
- 아버지 : 최학신(崔學新,1897년 사망)
- 전어머니 : 국씨(1885년 사망)
- 어머니 : 공씨 - 아버지 최학신의 두번째 부인
  - 이복 누나 : 최영온(1873년 9월 2일 - ?)
  - 이복 매형 : 정해업(1873년 - ?)
    - 외조카 : 정율성

  - 이복 형 : 최흥종(崔興琮, 1880년 5월 2일 - 1966년 5월 14일)
  - 이복 형수 : 강명환
- 부인 : 김필례(金弼禮, 1891년~1983년), 1927년 근우회 창립멤버, 광주 수피아여학교 교장, 서울 정신여자중고등학교 교장및 이사장
- 처형 : 김순애
- 동서 : 김규식(1881년 - 1950년)

## 평가
도지사 재임시절 그는 청렴결백하게 도정을 이끌었다는 평가를 받는다. 최씨 도청이라는 말을 들으면서도 훗날 정직하고 청렴한 성품을 엿볼 수 있는 많은 일화를 남겼고 청렴결백한 도지사로 알려져 있다.

## 같이 보기
- 서민호
- 세브란스의학전문학교